# کارمن، منیتوبا
کارمن، منیوبا (به انگلیسی: Carman, Manitoba) یک منطقهٔ مسکونی در کانادا است که در بخش ۳، مانیتوبا واقع شده‌است. کارمن ۳٬۰۲۷ نفر جمعیت دارد و ۲۶۸٫۲۳ متر بالاتر از سطح دریا واقع شده‌است.